# Heinrich von Cocceji
Heinrich von Cocceji (Brême, 25 mars 1644-Francfort-sur-l'Oder, 18 août 1719) est un juriste allemand, père de Samuel von Cocceji.

## Biographie
Il fait ses études à Leyde et à Oxford et devient Professeur de droit à Heidelberg (1672), Utrecht (1688) et Francfort-sur-l'Oder (1690). Il est anobli par le roi en Prusse le 7 septembre 1702, puis élevé au rang de baron d'empire par l'empereur romain germanique à Vienne le 3 mars 1713.

## Œuvres
On lui doit des ouvrages sur le droit naturel et le droit des gens comme :
- Juris publici prudentia,1695
- Anatomia juris gentium, 1718
- Juris feudalis hypomnemata, 1702, 1715 et 1727
- Disputatio Juridica, De concursu plurium jurisdictionum in eodem loco, non daté
- Exercitationes juris gentium curiosae, 2 vols., 1772